# Halicyclops propinquus
Halicyclops propinquus is een eenoogkreeftjessoort uit de familie van de Halicyclopidae. De wetenschappelijke naam van de soort werd in 1905 voor het eerst geldig gepubliceerd door Georg Ossian Sars.